# Воровский, Вацлав Вацлавович
Ва́цлав Ва́цлавович Воро́вский (пол. Wacław Worowski, псевдонимы: П. Орло́вский, Шварц, Жозефи́на, Фавн и другие; 15 [27] октября 1871, Москва — 10 мая 1923, Лозанна) — российский революционер, публицист и литературный критик. Один из первых советских дипломатов. Убит бывшим белогвардейским офицером, швейцарским гражданином Морисом Конради.

## Биография
Родился в дворянской семье обрусевших поляков, очень рано потерял отца. Образование получил в средней школе при лютеранской церкви. В школе писал антиправительственные стихи, выступал с речами на нелегальных собраниях учащихся. В 1890 году поступил на физико-математический факультет Московского университета, через год перешёл в Императорское Московское техническое училище, где учился с 1891 по 1897 год. Член студенческого кружка польского землячества.
В революционном движении с 1894 года. В 1895 году женился на Ю. А. Толочко. По случаю коронации высылался в Вологду. В 1897 году был арестован и в 1899 году был выслан в Вятскую губернию. После ссылки жил в эмиграции в Женеве. Примкнул к большевикам, стал сотрудником газеты «Искра». В 1903 году тайно прибыл в Одессу для подпольной работы. Был связным между большевиками и польскими левыми. В 1905 году приехал из-за границы в Санкт-Петербург, сотрудничал в большевистских газетах и журналах, занимался закупкой оружия для боевых дружин. В 1906 году участвовал в работе IV съезда РСДРП в Стокгольме. После очередной ссылки жил в Москве. В 1915—1916 годах работал в Петрограде на заводе «Сименс-Шуккерт» (современный завод «Электросила»). Занимался литературной критикой и политическими фельетонами. Печатался под псевдонимами «Фавн», «Профан», П. Орловский и другими. Впоследствии фельетоны Воровского были собраны отдельным сборником в серии «Литературное наследие» (1960).
13 апреля (31 марта) 1917 года вошёл наряду с Ганецким и Радеком в состав Заграничного бюро ЦК РСДРП(б) в Стокгольме, сформированного по предложению Ленина (последний находился в городе проездом в Россию). После прихода большевиков к власти — полпред в трёх скандинавских странах: Дании, Швеции и Норвегии. В 1919 году (в связи с объявленной Антантой блокадой Советской России) возвратился в Россию. После отъезда Воровского из Швеции на счетах советского представительства в местных банках находилось около 10 млн крон, а на личном счёте Воровского — почти 1,8 млн крон. Кроме того, он открыл другие счета в европейских банках под вымышленными именами. Всё это предназначалось для поддержки международного рабочего движения.
В 1919 году Воровский вернулся в Россию. Занимал пост заведующего Государственным издательством.
С 1921 года — полпред и торгпред в Италии. В 1922 году принимал участие в Генуэзской конференции.
В 1923 году назначен в состав советской делегации на Лозаннской конференции и выехал в Лозанну (Швейцария). 10 мая был убит в ресторане отеля «Сесиль» в Лозанне бывшим белогвардейским офицером, швейцарским гражданином Морисом Конради, потерявшим родных во время революции в России. Застрелив Воровского и ранив двух его помощников, Конради отдал револьвер метрдотелю со словами: «Я сделал доброе дело — русские большевики погубили всю Европу… Это пойдёт на пользу всему миру». Конради и его сообщник Аркадий Полунин были оправданы большинством в девять против пяти голосов присяжных. Дипломатические отношения между СССР и Швейцарией были разорваны. Реакцию белоэмигрантских кругов выразил писатель М. П. Арцыбашев:

Воровский был убит не как идейный коммунист, а как палач… Убит как агент мировых поджигателей и отравителей, всему миру готовящих участь несчастной России.
Похоронен на Красной площади в Москве вместе с супругой Дорой Моисеевной, скончавшейся 28 ноября 1923 года в Сен-Блазмене (Германия) от нервного потрясения после убийства.
В 1961 году учреждена премия имени Вацлава Воровского за лучшую работу года в области международной журналистики.

### Адреса в Санкт-Петербурге
1905 год — доходный дом П. И. Лихачёва — Невский проспект, 66.

## Увековечение памяти
Именем Воровского при советской власти был назван ряд населённых пунктов и улиц в десятках городов СССР. Среди значимых переименований: с 1923 года в улицу Воровского был переименован киевский Крещатик, носивший это имя до 1937 года. Улица имени Воровского есть в Балаклаве (Севастополь).
Поварская улица в 1923—1993 годах носила имя Воровского.
В Москве 11 мая 1924 года во дворе бывшего доходного дома Первого Российского страхового общества установлен бронзовый памятник В. В. Воровскому, сооружённый по проекту скульптора М. И. Каца (установлен на этом месте в годовщину гибели В. В. Воровского). В связи с установкой памятника и сносом находившейся на углу Кузнецкого Моста и Большой Лубянки Введенской церкви, освободившееся место получило название площади Воровского.
В честь В. В. Воровского назван посёлок в Ногинском районе Московской области, сейчас он носит название «Городское поселение имени Воровского Московской области».
В Войковском районе г. Москвы расположен Парк имени Воровского.
Именем Воровского назван городской парк культуры и отдыха в городе Клинцы Брянской области. В парке находится так же бюст В.В. Воровского, и памятник-колонна в честь 25-летия проведения первого съезда РСДРП в 1898 году в Минске — он был установлен ещё в 1923 году. В 2010 году именно в парке имени Воровского работал первый и единственный в Брянской области плавающий фонтан «Лилия». А в вольере парка жили 10 белок — знаменитые Клинцовские белки.
В честь Воровского названы: три пограничных сторожевых корабля в том числе бывшее посыльное судно «Ярославна» и сторожевой корабль проекта 1135, береговой охраны ФСБ, находящийся в в/ч 2376 в городе Петропавловск-Камчатский, четырёхпалубный пассажирский лайнер, а также речной пассажирский теплоход дальнего следования проекта 26-37 (списан в 1999 году).
Именем Воровского была названа улица Контейнерная в Баку.
Именем Воровского был назван железнодорожный городской клуб в городе Могоча.
Именем Воровского были названы стадионы в Москве (бывший стадион Замоскворецкого Клуба Спорта) и Коломне.
Именем Воровского назван Тихорецкий машиностроительный завод.
Именем названо ООО «Объединенные заводы буровой техники им. В. В. Воровского», входящее в группу компаний «Кировский завод», ранее — Машиностроительный завод им. В. В. Воровского.
Именем Воровского названы улицы в Александровске (Пермский край), Армавире, Барнауле, Батайске (Ростовская область), Витебске, Владивостоке, Владимире (до переименования в 1923 г. Троицкая-Нагорная улица), Волгограде, Вологде, Вязьме, Георгиевске, Ижевске, Иркутске, Казани, Кингисеппе (Ленинградская область), Кирове, Кокшетау, Краснодаре, Красноярске, Кулебаках, Мурманске, Муроме, Мытищах, Нижнем Новгороде, Новокузнецке, Оренбурге, Омске, Пензе, Пскове, Раменском, Ростове-на-Дону, Советске, Смоленске, Симферополе, Сочи, Тамбове, Тюмени, Улан-Удэ, Уссурийске, Хабаровске, Уфе, Челябинске, парк в Наро-Фоминске.
Улицы Воровского были также в Киеве, Кировограде, Краматорске, Кременчуге, Мелитополе, Дружковке, Харькове, Чернигове, Мариуполе (до переименования в 2016 г.), Одессе (до и после переименования Малая Арнаутская улица), однако в ходе декоммунизации все они были переименованы.
Название посёлок Воровского в 1920-е годы присвоено кварталу в исторической части Владимира; посёлок был образован на территории закрытого Успенско-Княгининского женского монастыря путём заселения домиков-келий «ответственными работниками»; в 1990-е годы улице возвращено название «Княгининский монастырь».
Именем В. В. Воровского названы Дворцы культуры в городах Конаково Тверской и Раменское Московской областей.

## Образ в искусстве
Гибели В. В. Воровского посвящено стихотворение Владимира Маяковского «Воровский» (1923 год).
Стих «На смерть Воровского» написал молодой Л. И. Брежнев, упоминавший в своих воспоминаниях его как прочитанный в тетрадке у попутчицы.
О последних днях жизни снят художественный фильм «Убит при исполнении» (1977 год).
Памятник Воровскому в Москве фигурирует в книге Ю. Коринца для детей «Привет от Вернера».

## Сочинения
- Воровский В. Русская интеллигенция и литература. — Харьков, 1923.
- Воровский В. Литературные очерки. — М., 1923.
- Воровский В. В. Сочинения: В 3-х томах. — Т. II. — 1931.
- Воровский В. Литературно-критические статьи / Подготовка текста, вступ. ст. и примеч. И. В. Сергиевского. — М.: Гослитиздат, 1948. — 255 с.: портр.
- Воровский В. Литературная критика. — М.: Художественная литература, 1971. — 572 с.